# Futbol Club Barcelona Bàsquet 1996-1997
Questa voce raccoglie le informazioni riguardanti il Futbol Club Barcelona Bàsquet nelle competizioni ufficiali della stagione 1996-1997.

## Stagione
La stagione 1996-1997 del Futbol Club Barcelona Bàsquet è la 39ª nel massimo campionato spagnolo di pallacanestro, la Liga ACB.

## Roster
Aggiornato al 13 dicembre 2021.
| Barcelona Banca Catalana 1996-97 | Barcelona Banca Catalana 1996-97 |
| Giocatori                        | Staff tecnico                    |
| -------------------------------- | -------------------------------- |

| N. | Naz.                                      | Ruolo | Nome                 | Anno | Alt.   | Peso   |  |
| -- | ----------------------------------------- | ----- | -------------------- | ---- | ------ | ------ |  |
| 4  | Spagna (bandiera)                         | AG    | Andrés Jiménez (C)   | 1962 | 205 cm | 91 kg  |  |
| 5  | Spagna (bandiera)                         | P     | Rafael Jofresa       | 1966 | 183 cm | 81 kg  |  |
| 6  | Spagna (bandiera)                         | AP    | Roger Esteller       | 1972 | 191 cm | 94 kg  |  |
| 7  | Porto Rico (bandiera) · Spagna (bandiera) | AC    | Ramón Rivas          | 1966 | 209 cm | 120 kg |  |
| 8  | Spagna (bandiera)                         | C     | Quique Andreu        | 1967 | 207 cm | 102 kg |  |
| 8  | Spagna (bandiera)                         | C     | Víctor Alemany       | 1975 | 206 cm |        |  |
| 9  | Spagna (bandiera)                         | AP    | Xavi Fernández       | 1968 | 194 cm | 90 kg  |  |
| 10 | Spagna (bandiera)                         | G     | José Antonio Montero | 1965 | 193 cm | 91 kg  |  |
| 10 | Jugoslavia (bandiera)                     | P     | Aleksandar Đorđević  | 1967 | 188 cm | 90 kg  |  |
| 11 | Spagna (bandiera)                         | P     | Salva Díez           | 1963 | 193 cm |        |  |
| 12 | Spagna (bandiera)                         | AP    | Manel Bosch          | 1967 | 198 cm |        |  |
| 13 | Russia (bandiera)                         | AG    | Andrej Fetisov       | 1972 | 208 cm | 100 kg |  |
| 13 | Stati Uniti (bandiera)                    | C     | Jerrod Mustaf        | 1969 | 208 cm | 107 kg |  |
| 14 | Lituania (bandiera)                       | AP    | Artūras Karnišovas   | 1971 | 204 cm | 103 kg |  |
| 16 | Spagna (bandiera)                         | C     | Roberto Dueñas       | 1975 | 221 cm | 131 kg |  |
| -  | Spagna (bandiera)                         | C     | Oriol Junyent        | 1976 | 207 cm | 107 kg |  |
| -  | Spagna (bandiera)                         | P     | Josep Manel Marcos   | 1978 | 183 cm |        |  |

| Allenatore                                                         |
| - Aíto García Reneses                                              |
| Assistente/i                                                       |
| - Joan Montes Legenda - (C) Capitano - (IN) Inattivo - Infortunato |

## Mercato

### Sessione estiva
| Acquisti | Acquisti       | Acquisti          | Acquisti   | Acquisti |
| R.a      | Nome           | da                | Modalità   |          |
| -------- | -------------- | ----------------- | ---------- | -------- |
| P        | Rafael Jofresa | Joventut Badalona | definitivo |          |
| AP       | Roger Esteller | Manresa           | definitivo |          |
| AC       | Ramón Rivas    | Saski Baskonia    | definitivo |          |
| AG       | Andrej Fetisov | Valladolid        | definitivo |          |
| C        | Víctor Alemany | Cáceres           | definitivo |          |

| Cessioni | Cessioni          | Cessioni      | Cessioni       | Cessioni |
| R.       | Nome              | a             | Modalità       |          |
| -------- | ----------------- | ------------- | -------------- | -------- |
| C        | Dan Godfread      | Ülkerspor     | fine contratto |          |
| AG       | Darryl Middleton  | Girona        | fine contratto |          |
| P        | José Luis Galilea | Free agent    | fine contratto |          |
| C        | Quique Moraga     | Manresa       | fine contratto |          |
| C        | Ferrán Martínez   | Panathīnaïkos | fine contratto |          |
| P        | Llorenç Mons      | Andorra       | fine contratto |          |

### Dopo l'inizio della stagione
| Acquisti | Acquisti            | Acquisti            | Acquisti      | Acquisti   |
| R.       | Nome                | da                  | Data          | Modalità   |
| -------- | ------------------- | ------------------- | ------------- | ---------- |
| C        | Jerrod Mustaf       | Free agent          | novembre 1996 | definitivo |
| P        | Aleksandar Đorđević | Portland T. Blazers | gennaio 1997  | definitivo |

| Cessioni | Cessioni       | Cessioni   | Cessioni      | Cessioni    |
| R.       | Nome           | a          | Data          | Modalità    |
| -------- | -------------- | ---------- | ------------- | ----------- |
| AG       | Andrej Fetisov | Free agent | novembre 1996 | rescissione |